# Armonia per un tempio della notte
Armonia per un tempio della notte es una serenata para instrumentos de viento compuesta por Antonio Salieri. Es una pieza (escrita en la tonalidad de Mi bemol Mayor) compuesta para: oboes, clarinetes, trompas y fagots.
Fue compuesta para el barón Peter Von Braun (1758-1819) quien construyó un templete en el parque de Schonau, donde todads las noches había veladas musicales.
La obra fue compuesta en cuatro secciones para interpretarlas sin pausa, las dos secciones centrales son en forma de recitativo con cadenzas para los clarinetes que no fueron escritas por el maestro.
- Datos: Q6388567